# Cirsium creticum
Cirsium creticum ist eine Pflanzenart aus der Gattung der Kratzdisteln (Cirsium) in der Familie der Korbblütler (Asteraceae).

## Merkmale
Cirsium creticum ist ein zweijähriger Hemikryptophyt, der Wuchshöhen von 50 bis 100 Zentimetern erreicht. Die bis zur Spitze beblätterten Stängel besitzen dornige Flügel und sind oberhalb der Mitte reich verzweigt. Die Blattoberseite ist behaart bis zottig und nicht stachelig. Die Blattunterseite ist webig-wollig bis -filzig und lang herablaufend. 
Die Hüllblätter sind aufrecht und weisen keine Bänder auf. Die mittleren Hüllblätter sind eiförmig und verschmälern sich abrupt in einen 0,5 bis 8 Millimeter langen Enddorn. Die inneren Hüllblätter besitzen ein dreieckiges, kurzes, purpurnes Anhängsel. Die Krone ist purpurn.
Die Blütezeit reicht von Juli bis August.
Die Chromosomenzahl beträgt 2n = 34.

## Vorkommen
Cirsium creticum kommt im östlichen Mittelmeerraum vor. Die Art wächst in Auwäldern, Sümpfen, Quellen und auf Flussschotter. Auf Kreta ist sie in Höhenlagen von 0 bis 1200 Metern zu finden.

## Systematik
Von Cirsium creticum werden 4 Unterarten unterschieden:
- Cirsium creticum (Lam.) d’Urv. subsp. creticum: Sie kommt in Italien, Sizilien, auf der Balkanhalbinsel, in Rumänien, auf Kreta, in der Ägäis und in der Türkei vor.[3] Die Chromosomenzahl beträgt 2n = 34.[2]
- Cirsium creticum subsp. gaillardotii (Boiss.) P.H. Davis & Parris: Sie kommt in Israel, Jordanien, Syrien, im Libanon und in der Türkei vor.[3]
- Cirsium creticum subsp. triumfettii (Lacaita) K. Werner: Sie kommt in Italien, Sizilien und im früheren Jugoslawien vor.[3] Die Chromosomenzahl beträgt 2n = 34.[2]
- Cirsium creticum subsp. dictaeum Greuter, Matthäs & Risse: Die Unterart ist auf Kreta im Dikti-Gebirge endemisch, wo sie an sumpfigen Stellen in Höhenlagen um 1000 Meter wächst. Die Blattunterseite ist annähernd kahl und die Blätter sind tief eingeschnitten. Die Blattspreite besteht nur noch aus den schmalen Flügeln entlang von Spindel und Grund der ungefähr 30 Millimeter langen Dornen.[1]

## Belege
1. 1 2 3 4 5  Ralf Jahn, Peter Schönfelder: Exkursionsflora für Kreta. Mit Beiträgen von Alfred Mayer und Martin Scheuerer. Eugen Ulmer, Stuttgart (Hohenheim) 1995, ISBN 3-8001-3478-0, S. 322.
2. 1 2 3  Cirsium creticum bei Tropicos.org. In: IPCN Chromosome Reports. Missouri Botanical Garden, St. Louis
3. 1 2 3 4  Greuter, W. (2006-2009): Compositae (pro parte majore). – In: Greuter, W. & Raab-Straube, E. von (ed.): Compositae. Euro+Med Plantbase - the information resource for Euro-Mediterranean plant diversity. (Cirsium creticum), Zugriff am 17. Juni 2016